# Varginha
Varginha este un oraș în Minas Gerais (MG), Brazilia. Se află la o altitudine de 980 m deasupra nivelului mării. Are o suprafață de 395,396 km². Populația este de 136.467 locuitori, determinată în 2022, prin recensământ.

## Vezi și
- Incidentul OZN de la Varginha